# Южно-Австралийская котловина
Ю́жно-Австрали́йская котлови́на — подводная котловина в юго-восточной части Индийского океана. На севере ограничена материковым склоном Австралии, на востоке — подводным плато Милл, на юге — Австрало-Антарктическим поднятием, на западе — условной линией от мыса Луин до 115° в. д.
Длина котловины составляет около 2400 км, ширина — 800 км. Глубина в среднем составляет 5000 м, наибольшая — 6019 м. Восточная часть котловины представляет собой плоскую абиссальную равнину, в северо-западной части дно расчленено глубокими желобами и хребтами. Осадки дна: красная глина, местами с железо-марганцевыми конкрециями, вдоль северных и восточных окраин — фораминиферовые илы.